# Галіот

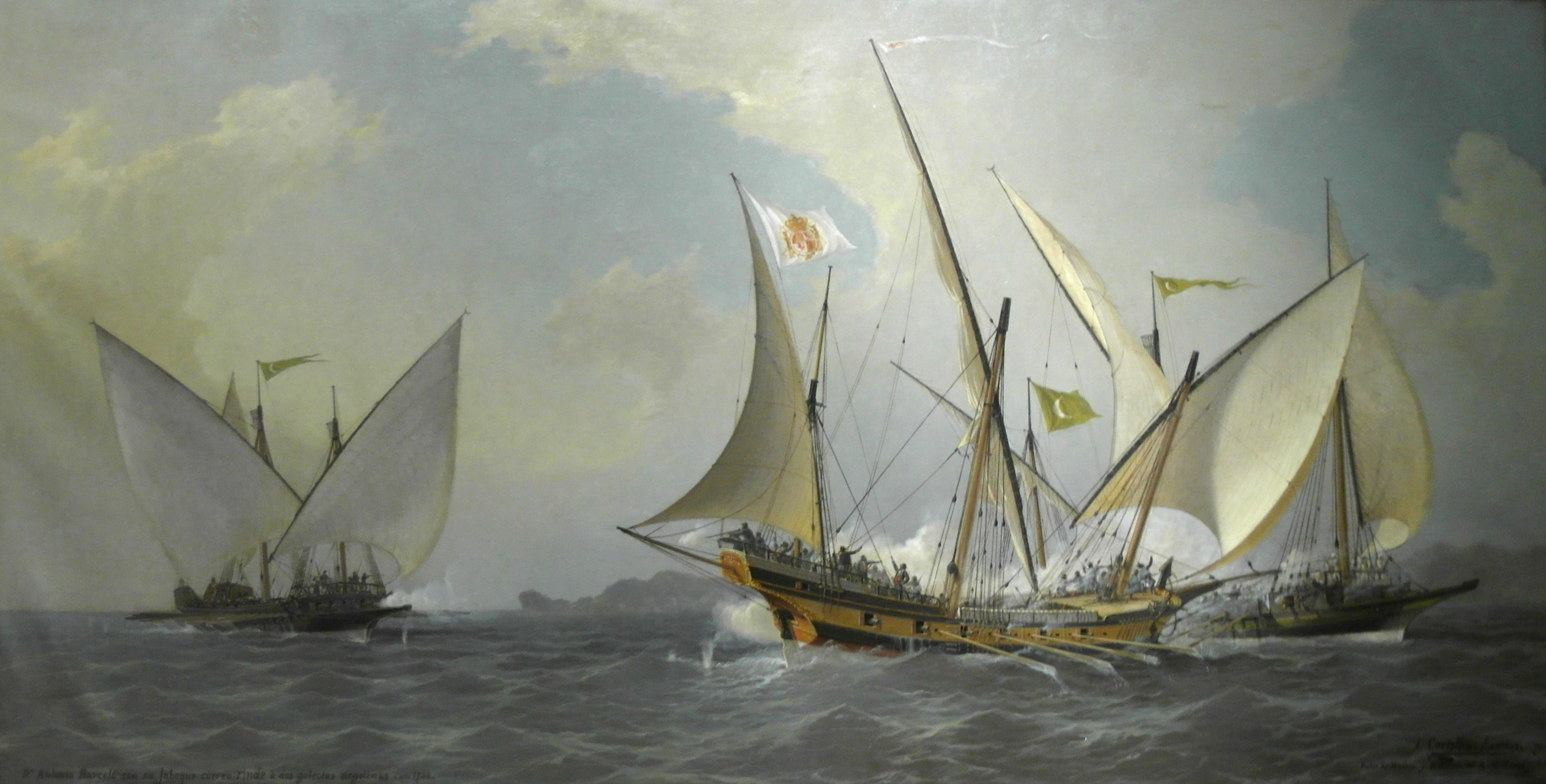
Два алжирські галіоти атакують іспанський корабель (в центрі) (1738)

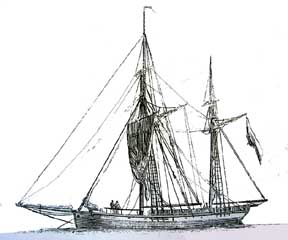
Голландський галіот, 17 сторіччя

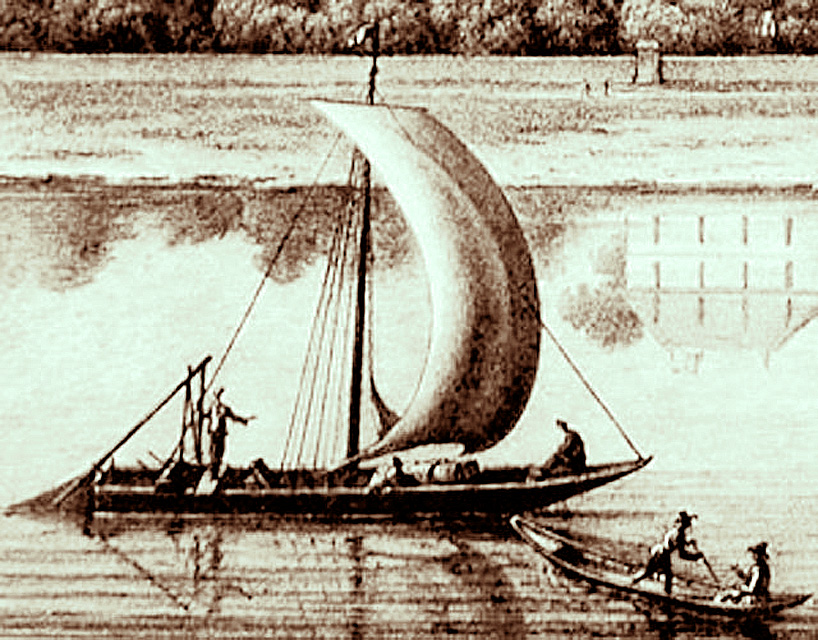
Галіот з вантажем вина на французькій річці, 18 сторіччя

Галіо́т або галіо́та (фр. galiote) — назва, яку використовували у минулому для трьох типів морських суден, а також для французьких плоскодонних річкових суден на кшталт баржі.

## Морські судна
- Середземне море, (16-17 ст.)

Галіот — гребний корабель, також знаний, як півгалера, з 17 ст. — гребний вітрильний корабель. Галіот, який використовували корсари проти Венеції, мав дві щогли та 16 рядів весел. Кораблі такого типу зазвичай несли від 2 до 10 гармат невеликого калібру та 50-150 вояків.
- Північне море (17-19 ст.)

Галіот (нід. galiot) — тип голландського або німецького торговельного судна вантажністю від 20 до 400 тонн, подібний до кеча. Галіоти цього типу мали майже пласке днище, що надавало їм змогу ходити на мілководді. Ці кораблі були особливо популярними в Північному та Балтійському морях.
- Французькі військові кораблі (17-19 ст.)

Галіотами називали французькі бомбардирські кораблі, які використовували для обстрілу узбережжя.

## Річкові судна
- Галіот мав вигляд баржі на кінській тязі, досить популярної у Франції з середини 17 до 19 ст.

- Назву «галіот», або «скут» також використовували для плоскодонних кораблів з простим вітрилом, які служили як річковий транспорт для перевезення вина з Анжу[2].